# Прескът (остров)
Вижте пояснителната страница за други значения на Прескът.

Остров Прескът (на английски: Prescott Island) е 61-тият по големина остров в Канадския арктичен архипелаг. Площта му е 412 км2, която му отрежда 76-о място сред островите на Канада. Административно принадлежи към канадската територия Нунавут. Необитаем.
Островът се намира в протока Пил, отделящ остров Съмърсет на изток от остров Принц Уелски на запад. Островът отстои на 27 км на запад от остров Съмърсет и на 6,3 км на изток от остров Принц Уелски. Прескът, заедно други четири по-малки острова Пандора (на 3,6 км на юг), Вивиан (на 3,6 км на север), Лок и Бинстед затварят от изток големия залив Браун вклиняващ се от изток в остров Принц Уелски.
Прескът има характерна форма, приличаща на яйце, със слабо разчленена брегова линия с дължина едва 87 км. Максималната му дължина от севе на юг е 30 км, а най-голямата ширина – 18 км. Релефът е хълмист, изпъстрен с множество малки езера главно в източната част. Максимална височина – 323 м.
Островът е открит от участниците в трагично завършилата експедиция на английския полярен изследовател Джон Франклин през месец септември на 1846 г.
|  | Тази страница частично или изцяло представлява превод на страницата „Прескотт (остров)“ в Уикипедия на руски. Оригиналният текст, както и този превод, са защитени от Лиценза „Криейтив Комънс – Признание – Споделяне на споделеното“, а за съдържание, създадено преди юни 2009 година – от Лиценза за свободна документация на ГНУ. Прегледайте историята на редакциите на оригиналната страница, както и на преводната страница, за да видите списъка на съавторите. ВАЖНО: Този шаблон се отнася единствено до авторските права върху съдържанието на статията. Добавянето му не отменя изискването да се посочват конкретни източници на твърденията, които да бъдат благонадеждни. |